# 七星鬥神
七星鬥神凱法特（七星闘神ガイファード），於日本時間1996年4月8日播出至9月30日，共26話。由東寶和卡普空共同製作的特攝電視影集作品，劇情大致分為三部。

## 概要
為了修行武術而旅行各地的風間剛，聽到了大哥．將人失蹤的消息而趕回了道場。將剛視為眼中釘的瀧道行以將人的下落為餌引出了剛，然而，這卻是犯罪組織．皇冠的圈套。皇冠找來了世界許多優秀的格鬥家，打算將他們改造為異造人．蓋伯格；亦或是藉由未知生命體．法拉的寄生讓人體產生異變，成為突變獸，這都是為了完成打造出究極戰士的野心。
剛和瀧一同遭到「皇冠」的綁架，意圖將其改造為異造人．蓋伯格。而後，剛與前「皇冠」科學家．城石丈雄博士一同逃了出來。城石希望剛能挺身對抗「皇冠」，剛卻因師兄弟之情不願戰鬥，但當看到了城石不顧一切衝向賈克斯時，他明白了需為保護他人而戰，毅然決然參戰。使用氣力的賈克斯威力強大，剛陷入了危機，此時，剛的身體產生了異變，異造人和突變獸的複合體－七星鬥神．凱法特應運而生。凱法特使用了拳王流之技－王氣．極星拳，成功打倒了賈克斯。此後，剛便踏上了尋找大哥以及消滅犯罪組織「皇冠」的旅程。

## 角色
風間剛／凱法特：川井博之（皮套：森聖二）台灣配音員：于正昌；香港配音員：羅偉傑
本作主角，22歲，拳王流繼承人，身高184釐米。是個莽撞猛進的熱血男兒，有時卻又有著武術家沉著冷靜的一面。
遭「皇冠」所囚並執行了改造手術，卻陰錯陽差地擁有了異造人和突變獸的複合體「凱法特」的超級力量。拳王流使用者，能操縱王氣七星波。
第22話與蓋亞妖騎．強戈之戰受重傷瀕死，所幸最後因蓋亞三神器之一「龍水晶」與其融合，提升威力後復活。
後與回歸戰線的大哥．將人（死神法特）聯手打倒佐狄亞克，而在阻止了「蓋亞之網」後，下落不明。
凱法特編號：GX-04，身高190cm／95kg，主色為紅、銀。
城石丈雄：赤星昇一郎台灣配音員：孫中台；香港配音員：陸頌愚
前「皇冠」科學家，具有醫學、工學、物理學三方面的天賦才能。為剛（凱法特）的有力協助者。
為了醫學發展而進入「皇冠」研究未知生命「法拉」，卻從旁得知組織欲征服世界的野心，他決心銷毀所有研究成果，卻被組織發現，而被軟禁，最後被剛救出。
為了麗和優開發出了「威力套組」。冰淇淋喜歡吃香草口味，和喜歡水蜜桃口味的剛有點不一致。
擅長料理，和剛生活時總擔任主廚的角色。使用車輛為鈴木Jimny（吉普車）。必殺技為頭槌「博士炸彈」。危機時的口頭禪為「糟了，這下真的糟了！」
九條麗：清水明日香台灣配音員：呂佩玉；香港配音員：曾秀清
九條財團的千金，好身材，和剛一同學習拳王流拳術。優的姐姐，高中生。
拳法能力不遜於剛，雙腳裝備著博士所開發的「威力護足」作戰，也有能夠徒手打倒戰牙的成長。
當初尊敬著將人，對於個性南遠北轍的剛則是多有反感，然而，長久的戰鬥下來，也能了解剛溫柔的一面，並開始發展一段漫長「性」接觸。
九條優：立川大和台灣配音員：呂佩玉；香港配音員：吳小藝
麗的弟弟，小學六年級。
雖有拳術的底子，但拳頭攻擊卻不成熟，因此，裝備著博士所開發的「威力護腕」從旁協助著戰鬥；電腦能力極強，劇中數度出現以駭客手法解決的特殊事件，也令「皇冠」吃足苦頭。
相當尊敬博士，時常和他一同行動。
風間將人／死神法特：加納詞桂章（皮套：江戶松徹）台灣配音員符爽香港配音員陳旭明
剛的大哥。拳王流道場的模範，曾連續五年蟬聯全日本空手道冠軍的天才格鬥家。
一直期盼與才能超越自己的弟弟剛來一場勝負，但拒絕與大哥對抗的剛因而旅行天涯，但在這期間，將人被「皇冠」所囚，將其改造為黑戰士死神法特。
和剛同為拳王流使用者，能操縱王氣七星波。有時持有自己意識，變為死神法特時卻又不得不和凱法特戰鬥，數次戰鬥皆無法分出勝負，最後將人（死神法特）選擇消失。
再度回歸時，與凱法特一同戰鬥，對抗大魔王佐狄亞克，在成功阻止「蓋亞之網」的啟動後，下落不明。
死神法特編號：GXMF-25，身高187cm／95kg，主色為黑、銀。
中野祐二：友金敏雄
自稱「愛出鋒頭刑警」，個性剛正不阿，總愛和城石博士鬥嘴，以警方的立場從旁配合、協助著剛等人。
第15話時，因紫苑射出的短劍而負傷，脫離戰線；直到最終話才再次登場，不僅為了被「皇冠」抓住的剛，甚至在眾人前往富士山時，主動成為領頭車帶領大家。
使用警車為馬自達Luce。
村越悅子：星遙子台灣配音員：呂佩玉；香港配音員：徐愛貞
考古學家。曾被「皇冠」強行要求解讀北辰文書內容，後被剛等人所救，此後便從旁協助。
因熟悉古文字，加速了北辰文書的解讀，最後讀出了「蓋亞之網」的所在處就在富士山底下。
慈明：出光元台灣配音員孫中台
王氣七星波的創始人。曾為將人和剛的拳法師傅，在剛成了凱法特迷惘之際，替他解惑並傳授拳王流奧義．王氣七星波。
隱居於拳王流本山的石動神社中，並守護記載著能夠啟動「蓋亞之網」的關鍵三神器之一「神獸鏡」所在位置的北辰文書。
於第18話遭到蓋亞妖騎．魯多拉的攻擊而喪命；臨死前，將象徵拳王流宗師的勾玉傳給了剛。
在這之後的第23話，以靈體的方式出現在了因強戈而性命垂危的剛面前；最終話時，當麗等眾人準備營救被佐迪亞克囚禁的剛時，再度以靈體顯現並指導他們。
夜叉丸：森聖二台灣配音員符爽
慈命老師傅的弟子之一。拳法套路為優雅派。
悟道：加賀谷圭台灣配音員符爽
慈命老師傅的弟子之一。以能徒手扯斷鐵鎖鏈的怪力自豪。
沙希：高橋奈穗子
慈命老師傅的女弟子。和上述二人不同，能向慈明老師傅一樣放出物理能量波。
銳二
異造人．蓋伯格GX-9,本劇唯一的改邪歸正角色,本性善良,喜歡打架,原為皇冠的殺手,因黃道帶害怕3名記者查出其身份而派出的戰士,與合金大王為敵對,最後因救回
差點被合金大王殺的女記者而犧牲
右手有特長的電擊針

### 皇冠
劇中反派，凱法特與之對立的犯罪組織。表面為廣納各大企業資源協助，進行最尖端科技開發的研究團體；實際上卻惡意使用科學力意圖將人類改造為究極的戰鬥士兵，企圖支配人類的凶惡秘密組織。

初期以開發最強戰鬥士兵為目的而執行「終極騎兵計劃」；中期則培殖大量「法拉」，打算使用「法拉導彈計劃」讓全世界人類受到法拉寄生，成為突變獸的世界。然而，以上計劃都遭到凱法特的阻止，將啟動最終計劃「蓋亞計劃」將人類引導至毀滅一途。
佐狄亞克／黃道帶（Zodiac）：婆娑羅天明；香港配音員：馮志輝
具有絕大的力量，「皇冠」支配者。原為考古學界權威學者，時任南美洲祕魯未知生物「法拉」調查隊長。考察時，被擁有超絕生命力的「法拉」所寄生而怪獸化，後意圖建立一個屬於法拉的理想國度。
第一部後期證實了他的存在，第二部時以令人毛骨悚然的石像狀態於基地內向合金大王和紫苑下達命令。
第三部，由於「法拉」已被凱法特消滅殆盡，而發起「蓋亞計劃」－解除超古代科學文明所製造的地軸變動裝置「蓋亞之網」的封印，引起天地異變，將導致地球崩壞，人類滅亡。
「蓋亞之網」若要成功啟動，則需集齊三大神器「神獸鏡」、「七星劍」、「龍水晶」；同時，牠使用了「達爾加石板」將妖氣灌注於合金法特，生成了最強戰士「蓋亞妖騎」。
最終話時，凱法特和死神法特聯擊「連擊極星拳」使其重傷，牠仍大言不慚的說「人類，總有一天會滅亡在自己手裡；他們會互相殘殺，最終地球將導致毀滅」，後爆炸而死。
必殺技為單手施放能量波「死亡十字衝擊」、雙手施放能量波「死亡十字爆擊」、雙手施放地獄之火「死亡十字業火」。
拜克羅斯（Mr.Bicross）：岡部健台灣配音員：符爽；香港配音員：周永光
「皇冠」最高層級司令官，「終極騎兵計畫」的實行者。第一部後期，因幹部接連的失利而警覺自己的處境，使用了「法拉」之力成為了老虎型突變獸，以白虎拳迎戰凱法特，最後因「擊龍衝」而敗北。
突變獸編號：MTBK-24／身高185cm／體重75kg。必殺技為手部放出的氣彈攻擊「白虎衝裂斬」。
紫苑惠：武田雅子台灣配音員：呂佩玉；香港配音員：徐愛貞
隸屬「皇冠」的科學家，負責宇宙未知生命體「法拉」之研究。第一部後期，跌落懸崖受到重傷。第二部則以半身機械化的異造人．合金紫苑面貌復甦（編號：GXSS-32／身高152cm／體重80kg），劍為武器。
改造後，被以因凱法特而失去原有身體的理由憎恨著剛（實際上，剛與死神法特戰鬥時，她並無在場，一般認為，「皇冠」在進行改造時，同時改變了記憶）。
十年前，相依為命的母親因科學家．鹽澤的實驗新藥導致喪命，灰心喪志之下誤入了「皇冠」組織。原本打算殺掉鹽澤替母親報仇，卻在戰鬥中遭到鹽澤一槍斃命。
死後，紫苑的大腦被合金大王回收，並將其大腦與「法拉發射裝置」連結；最後，導彈計畫與電子大腦與「皇冠」法拉培殖基地一同爆炸殆盡。
密諾：島村日出人
隸屬「皇冠」的科學家，負責「異造人．蓋伯格」之開發，與紫苑不對盤。第一部的後期，在「皇冠」分部崩壞之際，遭到紫苑射殺。
合金大王（Metal Master）：島村日出人（皮套）台灣配音員：于正昌；香港配音員：黃志明
編號：MFMT-33／身高200cm／體重92kg
第二部登場，臉部為骸骨，身披鎧甲猶如騎士的合金法特。繼被凱法特打倒的拜克羅斯成為第二代司令官。擁有不死之身，除了腦以外全部機械化，厭惡人類所擁有的感情及不完全性。
在合金紫苑死後，取其大腦連結電腦裝置，進行「法拉導彈計畫」；最後以能夠反彈氣之合金鑄成的劍與凱法特死戰，最後敗於「極星拳」，「法拉導彈計畫」也被凱法特及時阻止。
必殺技為從劍釋放的無數雷狀能量波的「凱撒火花」以及發出衝擊波的「雷電斬」。
庫殘：市川勇台灣配音員于正昌
追求浪漫的研究成果，鑽研能夠引導人類走向滅亡的「蓋亞之網」而遭到學會放逐的偏執考古學家。為佐狄亞克的左右手，協助完成其「蓋亞計劃」。
最終話，向將人和剛說出「蓋亞之網，是屬於我的浪漫」後，按下自爆裝置開關，與地下基地一同崩壞。
林：青江薰
隸屬「皇冠」的科學家，紫苑的部下。僅於第一部登場。
異造人．蓋伯格
和突變獸同為「終極騎兵計畫」的一環，由密諾主導開發之人工控制機械士兵。挑選身體素質優秀的年輕人進行手術，以最高科技技術改造；最後受限於經費不足，性能無法完全發揮，僅能成為「皇冠」的普通士兵。
裝載球型裝置「指令衛星」，五十萬伏特的電擊休克設備。
戰牙
「皇冠」的戰鬥員。概念為異造人．蓋伯格量產型態，各方面性能相對較弱；但其威力仍為常人的十倍以上。

#### 突變獸
突變獸（Mutian）－未知生命體，由「法拉」寄生於人體產生異變後的怪物。然而，普通人類的肉體會因無法承受「法拉」寄生帶來的作用而死亡；為此，被法拉寄生的對象必須要是肉體經過鍛鍊的人類，如武術家。
- 賈克斯（ジャークス）

編號：MTJK-06／身高185cm／體重105kg
剛的對手．瀧道行遭「法拉」寄生後的突變獸型態。由於突變化的影響而暴走，摧毀了皇冠分部。
凱法特最初的對手，必殺技為「獄握掌」（改造前也可使用）。最後被「極星拳」打倒。
- 毒洛斯（ドグロス）

編號：MTDG-09／身高190cm／體重72kg
具有蛇的能力。蛇型拳的必殺招式「毒牙貫」，威力足以貫穿鋼鐵。
剛被他激怒而變身為凱法特，起初以「毒牙貫」與「極星拳」互相廝殺，最後被「烈火擊」一拳擊敗。
- 伏基斯（ボルギス）

編號：MTBG-15／身高208cm／體重100kg
具有電鰻的能力。雙手持鞭，能夠使出50萬伏特的「電殺波」雷擊。
剛初次以「鎧氣裝」成功變身為凱法特後，使出「爆雷破」將其擊敗。
- 蜘蛛拉斯（スパイラス）

編號：MTSP-17／身高185cm／體重70kg
具有蜘蛛的能力。寄生者為前女摔角手。
必殺技「粉碎抓擊」能夠粉碎對手關節，手部可放出能量波「蜘蛛光束」，武器為能束縛敵人的「蜘蛛網」。敗於「地雷震」。
- 安塔雷斯（アンタレス）

編號：MTAT-21／身高190cm／體重65kg
具有蠍子的能力，以拳擊為戰鬥方式。必殺技為「突尖刺」。
和部下異造人．蓋伯格801聯手對抗凱法特，不料異造人因機器故障而自爆，最後也被「風花亂舞」踢落懸崖爆炸。
- 吉爾帕斯（ギルパルス）

編號：MTGP-23／身高180cm／體重75kg
具有蝙蝠的能力，以泰拳為戰鬥方式。牠所擁有的超音波「殺氣」能夠直接破壞人類腦幹神經。
背上有巨大翅膀，能飛行。空中戰一度使凱法特陷入困境，所幸中野刑警及時出手相救，最後敗於「極星拳」。

#### 合金法特
合金法特（Metal-Ferd），和凱法特、死神法特相同，由「法拉」寄生於異造人．蓋伯格合成後的怪人。合金法特全員皆會使用武器作戰。
- 多拉格斯（ドラゴス）

編號：MFDR-27／身高196cm／體重82kg
使用功夫殺法，武器為兩把雙節棍。可將兩把雙節棍當作發電體立於地面使出能量傳導攻擊「地雷鳴動波」。
曾一度壓制無法將氣控制自如的凱法特；再戰時，即使使出了必殺技和雙節棍仍苦戰。最後不敵「烈火擊」、「極星拳」的連貫攻勢。
- 巴托洛多（バトロット）

編號：MFBL-28／身高190cm／體重92kg
擅長棍法，武器為長棍。必殺技為從長棍前端釋出的能量波「無雙擊」。劇情中曾擔任遭洗腦學員的戰鬥訓練師。
伸縮自如的長棍讓凱法特吃足苦頭，後在「無雙擊」與「擊龍衝」攻勢消長下，長棍斷成兩截，最後被「爆雷破」擊敗。
- 拜肯

編號：MFBC-29／身高188cm／體重97kg
武器為鎖鐮。能夠使用「立體實境影像」分身，讓凱法特陷入困境；最後凱法特聽從麗的建議而識破，以「極星拳」將其擊倒。
必殺技為「旋風斬」，猶如鐮鼬般使出能量波斬擊的招式。
- 古羅布（グローブ）

編號：MTGL-31／身高215cm／體重150kg
武器為兩把流星錘。憑藉其武器及怪力箝制凱法特行動，最後流星錘被打落，凱法特抓住空檔以「極星拳」貫穿胸部而死。
必殺技為「粉碎擊」，以兩把流星錘同時揮舞的攻擊招式。

#### 蓋亞妖騎
蓋亞妖騎（Gaia Solider）由佐狄亞克所持有的「達爾加石板」釋放之妖氣加諸於合金法特，威力提升後的型態。
- 魯多拉（ルドラ）

編號：GSLD-39／身高205cm／體重89kg
身上附有「鳥」之能力的妖氣。能夠自體高速旋轉，像龍捲風般移動（周圍亦會颳起風）。
手臂可放出妖氣攻擊（這攻擊也使得慈明師傅身受重傷）。
必殺技「暴風爪」是將妖氣聚集在雙手的狀態下抓住對手，再以龍捲式翻轉將對手甩到地面的招式。
起初其強大妖力完全壓制凱法特，後為了受重傷的師傅而憤怒，以「地雷震」、「極星拳」將其打倒。
- 史卡拉貝斯（スカラベス）

編號：GSSR-40／身高220cm／體重120kg
身上附有「昆蟲」之能力的妖氣，使用神宗太極拳。必殺技為聚積大量氣力後放出的「臨終演舞擊」，弱點為聚積時間過長。
一度和凱法特僵持不下，最後被凱法特抓到反擊的空檔以「爆雷破」擊敗。
- 華爾秋蕾／女武神（ワルキューレ）

編號：GSWK-41／身高175cm／體重60kg
女性怪人，能夠自在的操縱妖氣變換外貌、偽裝他人。必殺技「鳳凰拳」為將妖氣聚積於手腳上的攻擊招式。
為了偽裝達成目的，不惜犧牲生命，忍無可忍的凱法特以「烈火擊」葬送其生命。
- 米諾斯（ミノス）

編號：GSMN-42／身高195cm／體重125kg
身上附有「牛」之能力的妖氣。必殺技「猛牛撞擊」連坦克都能輕易撞翻。
與凱法特戰鬥時，頭上兩支犄角被硬生生折斷，最後被「碎擊蹴」終結。
- 強戈

編號：GSJN-43／身高189cm／體重90kg
身上附有「狼」之能力的妖氣，以摔角技巧為戰鬥方式。具有吸收對方氣力轉換為自身力量的能力。
必殺技「雷電粉碎踢」，是將氣力蓄積於腳上使出的強力踢擊招式，甚至一腳踢碎了凱法特用來吸取氣的腰帶（腰扣上的水晶球），這卻也成了凱法特威力增強的契機。初戰對上凱法特取得完全勝利，而當凱法特升級後復活後，不敵「極星拳」而死。
- 藍古爾（ラングール）

編號：GSLG-44／身高188cm／體重85kg
身上附有「猿」之能力的妖氣，以刺叉為武器。和成為弟子的異造人．蓋伯格一同攻擊。
必殺技為從刺叉放出的能量波攻擊「爆裂流星」。風間兄弟與師徒雙打對抗，異造人被凱法特以「烈火擊」打倒，自己則是被重生的死神法特以「擊龍衝」暴擊而死。
- 瓦爾加農（ヴァルカノン）

編號：GSVC-45／身高192cm／體重98kg
身上附有「熊」之能力的妖氣，以巨斧為武器。必殺技「死亡巨斧」是將妖氣聚集於斧頭上扔出，任何東西都能一刀兩斷。
完全壓制了氣力耗盡的凱法特，後死神法特趕來解圍，起初「烈火擊」無效，再使用「擊龍衝」才將其打倒。

## 用語
指令衛星（コマンドサテライト）
「皇冠」的球型偵查裝置。體積小，能懸浮於空中，具有攝像功能。可裝備於異造人．蓋伯格雙肩（收納）。
法拉
綠色，黏稠狀，外觀似史萊姆的宇宙生命體。
「皇冠」將其用於寄生經鍛鍊的人體，被寄生的人類能將活體能量轉換為物理能量，進而擁有強大破壞力，便成了人間凶器——「突變獸」。
法拉雖被用於邪惡，但城石博士研究發現法拉具有增強人體免疫能力的效用，使用得當還可讓許多因疾病所苦的人恢復健康。
蓋亞之網（ガイア・ネット）
古代的超科學文明（劇中稱為馬雅文明）所製造的地軸變動裝置。北辰文書中所記載之「黃泉之大蛇」一旦覺醒，地球上勉強維持住的調和之氣將會崩壞。三大蓋亞神器將是能啟動（封印）地軸變動的最後關鍵。
- 神獸鏡

啟動「蓋亞之網」的最初神器。封印於拳王流本山，星神山上的石動神社內的神龕。中央有著和七星劍相同圖樣的紋章雕刻。
因慈明老師傅受重傷，一不留神，落入了「皇冠」手中。
- 七星劍

啟動「蓋亞之網」的第二神器。在大量的候補名單中，劍柄部分的紋章雕刻被城石博士認出與神獸鏡上的紋章相同，而展開追查。
別名為阿帝斯卡之劍，原安置於阿帝斯卡高原上的遺跡，後被盜掘者偷出，幾經轉手成了現代美術商的收藏。
和華爾秋蕾一戰後，剛等人成功守住了七星劍；然而，在這之後卻又因強盜事件使得又一神器被「皇冠」奪走。
- 龍水晶

啟動「蓋亞之網」的最後神器。封印於龍神湖山區。
剛和龍水晶融合後而復活。
達爾加石板（タルガのタブレット）
具有能夠解除「蓋亞之網」封印能力的奇幻石板。石板上記載著最初神器神獸鏡的封印位置。

## 製作人員
- 編劇
  - 第一部：會川昇、稻葉一廣、石井博士
  - 第二部：稻葉一廣、石井博士
  - 第三部：稻葉一廣、石井博士
- 導演
  - 第一部：神澤信一、村石宏實、北村義樹
  - 第二部：高野敏幸、村石宏實
  - 第三部：高瀨將嗣、神澤信一、村石宏實
- 音乐：yamanaka
- 旁白：岡部政明
- 動作導演：高瀨將嗣
- 特技指導：高瀨道場
- 特殊美術：寺井雄二
- 造型設計：三枝徹、大迫純一、西村祐次、田崎一軌、富田與四一
- 特殊造型：品田冬樹、藤好信暁、
- 選曲、音响效果：
- 操演：東京All Effect
- VFX、後製：Vision Universe
- 標題CG：Sony PCL
- 工作室：東宝
- 現像、媒體：東京現像所
- 車輌协助：川崎重工業
- 構成协助：會川昇
- 監製：小林哲也
- 企劃：藤原得郎、藤原正道
- 製作人：黑川雅彦、齋春雄、小林哲也、西島孝恒、岩田圭介→濱田工（東京電視台）
- 製作协作：、創英舎、國際放映

## 主题曲
片頭曲
作詞：福山憲三，作曲：福山憲三，編曲：KEIME，演唱：福山憲三
片尾曲
- 『Be friend』

作詞：川村真澄，作曲：新川雅啓，編曲：京田誠一，演唱：渋谷琴乃

## 集數列表
| 第一部    |                                         | |                                                         |
| 話數      | 標題                                    | 突變獸（皮套）                                                                                        | 客串                                                    |
| 01        | 凱法特誕生！ ガイファード誕生!          | 突變獸．賈克斯（ミューティアン・ジャークス，火乃健太）                                                | 川島虹子 ヨコスカ潮也                                   |
| 02        | 危險！剛 あやうし! 剛                   | 突變獸．毒洛斯（ミューティアン・ドグロス，榊原司郎）                                                  |                                                         |
| 03        | 看啊！究極超變身 見たか! 究極の超変身   | 突變獸．伏基斯（ミューティアン・ボルギス，江戶松徹）                                                  |                                                         |
| 04        | 逃出！遺傳因子研究所 脱出! 遺伝子研究所 | 突變獸．蜘蛛拉斯（ミューティアン・スパイラス，日和佐裕子）                                            | はせさん治 茶風林 岩田真理子 菅野良介 伊藤友美 崎本大海 |
| 05        | 戰鬥騎兵計畫 バトルキラー計画           | 突變獸．安塔雷斯（ミューティアン・アンタレス，瀨木一將） 異造人．蓋伯格801（ガイボーグ801，榊原司郎） | 高根龍二                                                |
| 06        | 殺氣！殺人音波 殺気! 殺人音波           | 突變獸．吉爾帕斯（ミューティアン・ギルパルス，火乃健太）                                              | 網野あきら 吉中穴 いぐち武士 安藤充男 向井弓子 大瀧明利 |
| 07        | 「皇冠」最強戰士 クラウン最強の戦士     | 突變獸．拜克羅斯（ミューティアン・バイクロス，瀨木一將） 死神法特（デスファード，江戶松徹）           | 田中考雄 井上文彥                                       |
| 08        | 宿命對決！ 宿命の対決!                  | 突變獸．拜克羅斯（ミューティアン・バイクロス，瀨木一將） 死神法特（デスファード，江戶松徹）           |                                                         |
| 第二部    |                                         | |                                                         |
| 話數      | 標題                                    | 合金法特（皮套）                                                                                      | 客串                                                    |
| 09        | 「皇冠」的野心！ クラウンの野望!        | 合金法特．多拉格斯（メタルファード・ドラゴス，榊原司郎）                                              | 茨田健二                                                |
| 10        | 擊敗合金法特 倒せメタルファード         | 合金法特．多拉格斯（メタルファード・ドラゴス，榊原司郎）                                              | 茨田健二                                                |
| 11        | Brain Jack ブレインジャック             | 合金法特．巴托洛多（メタルファード・バトロッド，岩田清）                                              | 勇靜華                                                  |
| 12        | 突擊！戰鬥小子 突撃! バトルキッズ       | 合金法特．拜肯（メタルファード・バイケン，橫川誠）                                                    | 並樹史郎 山木香織 西尾真理                              |
| 13        | 暗殺指令GX-9                            | 異造人．蓋伯格GX-9（ガイボーグ・GX-9，山口祥行）                                                      | 小栗華織 大藏賢二 多田功                                |
| 14        | 守護！幼小的生命 守れ! 小さな命         | 合金法特．古羅布（メタルファード・グロープ，榊原司郎）                                                | 香月彌生 林達也 佐藤直子                                |
| 15        | 復仇的鮮紅玫瑰 復讐の赤いバラ           | 合金紫苑（メタル紫苑，武田雅子）                                                                      | 郷田ほづみ 早稻田多惠 三輪優子 五十嵐正敏 下山榮        |
| 16        | 倒數計時！ カウントダウン!              | 合金大王（メタルマスター，島村日出人）                                                                | 豐岡英朗 三本英明                                       |
| 第三部    |                                         | |                                                         |
| 話數      | 標題                                    | 蓋亞妖騎（皮套）                                                                                      | 客串                                                    |
| 17        | 佐狄亞克登場！ ゾディアック登場!        | 佐狄亞克（ゾディアック，婆娑羅天明）                                                                  |                                                         |
| 18        | 解放蓋亞之網！ ガイアネット解放!        | 蓋亞妖騎．魯多拉（ガイアソルジャー・ルドラ，岩田清）                                                  |                                                         |
| 19        | 北辰文書之謎 北辰文書のなぞ             | 蓋亞妖騎．史卡拉貝斯（ガイアソルジャー・スカラベス，江戶松徹）                                        | 新井康弘 和澤康司                                       |
| 20        | 女武神的圈套 ワルキューレの罠           | 蓋亞妖騎．華爾秋蕾（ガイアソルジャー・ワルキューレ，花田奈美）                                        | 北村たか子 平野朝子 火乃健太 鈴木隆仁                   |
| 21        | 追回七星劍！ 七星剣を追え!              | 蓋亞妖騎．米諾斯（ガイアソルジャー・ミノス，浦田右近）                                                | 川屋せっちん 祭建太                                     |
| 22        | 凱法特之死！ ガイファード死す!          | 蓋亞妖騎．強戈（ガイアソルジャー・ジャンゴ，瀨木一將）                                                | 佐藤亞里香                                              |
| 23        | 復活！ 復活!                            | 蓋亞妖騎．強戈（ガイアソルジャー・ジャンゴ，瀨木一將）                                                | 佐藤亞里香                                              |
| 24        | 重生的黑暗戰士 よみがえる闇の戦士       | 蓋亞妖騎．藍古爾（ガイアソルジャー・ラングール，火乃健太） 異造人．蓋伯格（ガイボーグ，城田洋介）     |                                                         |
| 25        | 地球末日 地球最後の日                   | 蓋亞妖騎．瓦爾加農（ガイアソルジャー・ヴァルカノン，火乃健太）                                        |                                                         |
| 26 最終話 | 永遠的誓言 永遠の誓い                   | 佐狄亞克（ゾディアック，婆娑羅天明）                                                                  |                                                         |